# Кордон (мис)
44°37′34″ пн. ш. 33°31′58″ сх. д. / 44.62611° пн. ш. 33.53278° сх. д.
Мис Кордо́н (крим. Sıñır Burun) — мис в Нахімовському районі Севастополя на північному березі Севастопольської бухти за 1,6 км на схід від Костянтинівського мису. Розділяє Північну і Старо-Північну бухти. Названий так ймовірно у зв'язку з тим, що на ньому в дореволюційні часи знаходився кордон митної варти.
На мисі встановлено пам'ятник Слави воїнів 2-ї гвардійської армії, що відвойовувала Севастополь в травні 1944 року.